# Roberto Viganò
Roberto Viganò (Premosello, 13 luglio 1961) è un pilota di rally italiano.

## Biografia
Nel 2011 esordisce su Alfa Romeo Mito nelle gare di regolarità per auto ad energia alternativa con il Rallye Monte Carlo des Énergies Nouvelles. Al termine della stagione ottiene il 3º posto nel Campionato Italiano e il 5º posto nella classifica generale del Campionato del mondo FIA per auto ad energia alternativa, grazie alla vittoria del 6º Ecorally San Marino - Città del Vaticano.
Nel 2012 con il co-pilota Andrea Fovana domina il Rallye Monte Carlo des Énergies Nouvelles dalla prima prova speciale fino a metà dell'ultima, compromettendo la vittoria nel finale. Ottiene il 3º nella gara di velocità sul porto.
Nel prosieguo della stagione ottiene il 4º posto nell'Ecorally della Mendola, il 5º posto nel Sestrière Ecorally e il 4º posto nell'Ecorally San Marino - Città del Vaticano, gare valevoli per il Campionato Italiano e il Campionato del mondo FIA per auto ad energia alternative.
Conclude la stagione 2012 con il 4º posto nel Campionato Italiano e il 5º nel Campionato del Mondo.
Nel 2013 partecipa su Alfa Romeo Mito al Rallye Monte Carlo des Énergies Nouvelles conquistando l'8º posto assoluto il 4º di categoria e il 5º nella gara di velocità sul porto.
Successivamente ottiene la prima posizione nell'Ecorally della Mendola, gara valevole per il Campionato Italiano e il Campionato del mondo FIA per auto ad energia alternative.
Primo posto anche nel Sestrière Ecorally gara valevole per il Campionato Italiano e il Campionato del mondo FIA per auto ad energia alternative.Conclude il 2013 con il 3º posto nel Campionato Italiano e il 3º posto nel Campionato del mondo FIA per auto ad energia alternative.